# Приморско-Ахтарский район
Приморско-Ахтарский район —  административно-территориальная единица и муниципальное образование (муниципальный округ) в составе Краснодарского края России. 
Административный центр — город Приморско-Ахтарск.

## География
Район расположен в северо-западной части Краснодарского края в Приазовско-Кубанской равнине на побережье Азовского моря. Основной фон района составляют карбонатные предкавказские чернозёмы, в южной части — распространены плавнево-болотные солончаковые почвы. Площадь территории — 2 503,6 км².

## История
- Район был образован 2 июня 1924 года в составе Кубанского округа Юго-Восточной области. В его состав вошла часть территории упразднённого Славянского отдела Кубано-Черноморской области.

Первоначально район включал в себя 6 сельских советов: Бородинский, Бриньковский, Ольгинский, Приморско-Ахтарский, Свободный, Степной.
- С 16 ноября 1924 года район в составе Северо-Кавказского края.
- 11 февраля 1927 года из упразднённого Поповичевского района в состав района вошёл Лимано-Кирпильский сельсовет.
- С 10 января 1934 года район в составе Азово-Черноморского края.
- С 13 сентября 1937 года Приморско-Ахтарский район в составе Краснодарского края.
- С 11 февраля 1963 года по 12 января 1965 года район был упразднён, его территория вошла в состав Тимашёвского района.
- В 1993 году была прекращена деятельность сельских Советов, территории сельских администраций преобразованы в сельские округа.
- В 2005 году в муниципальном районе были образованы 1 городское и 8 сельских поселений.
- В рамках административно-муниципальной реформы район был упразднен путем объединения с другими муниципальными образованиями, входившими в состав Приморско-Ахтарского района[7][8].

## Население
| 1939    | 1959    | 1970    | 1979    | 1989    | 2002    | 2006    | 2010    | 2011    |
| ------- | ------- | ------- | ------- | ------- | ------- | ------- | ------- | ------- |
| 50 597  | ↘47 918 | ↗56 234 | ↘55 335 | ↘54 795 | ↗60 913 | ↘59 872 | ↗60 327 | ↗60 346 |
| 2012    | 2013    | 2014    | 2015    | 2016    | 2017    | 2018    | 2019    | 2020    |
| ↘60 183 | ↘59 540 | ↘59 178 | ↗59 450 | ↗59 510 | ↘59 425 | ↗59 503 | ↗59 614 | ↘59 563 |
| 2021    | 2023    | 2025    |         |         |         |         |         |         |
| ↘57 054 | ↘56 077 | ↘55 313 |         |         |         |         |         |         |

Население района на 01.01.2006 года составило 59 872 человека. Из них 53,9 % — городские жители и 46,1 % — сельские жители. Среди всего населения мужчины составляют — 47,8 %, женщины — 52,2 %. Женского населения фертильного возраста — 14699 человека (47,0 % от общей численности женщин). Дети от 0 до 17 лет — 11082 человека (18,5 % всего населения), взрослых — 48790 человек (81,5 %). В общей численности населения 35887 (59,9 %) — лица трудоспособного возраста, 24,6 % — пенсионеры.
Национальный состав
По итогам переписи населения 2020 года проживали следующие национальности (национальности менее 0,1 % и другое см. в сноске к строке «Другие»):
| Национальность | Численность, чел. | Доля     |
| -------------- | ----------------- | -------- |
| Русские        | 55 473            | 97,23 %  |
| Украинцы       | 410               | 0,72 %   |
| Армяне         | 239               | 0,42 %   |
| Татары         | 134               | 0,23 %   |
| Азербайджанцы  | 74                | 0,13 %   |
| Белорусы       | 68                | 0,12 %   |
| Немцы          | 63                | 0,11 %   |
| Другие         | 593               | 1,04 %   |
| Итого          | 57 054            | 100,00 % |

## Административно-муниципальное устройство
В рамках административно-территориального устройства края, Приморско-Ахтарский район включает 1 город районного подчинения и 8 сельских округов.
В рамках организации местного самоуправления в Приморско-Ахтарский район входили 9 муниципальных образований нижнего уровня, в том числе 1 городское и 8 сельских поселений:
| № | Муниципальное образование               | Административный центр  | Количество населённых пунктов | Население (чел.) | Площадь (км²) |
| - | --------------------------------------- | ----------------------- | ----------------------------- | ---------------- | ------------- |
| 1 | Приморско-Ахтарское городское поселение | город Приморско-Ахтарск | 4                             | ↘32 939          | 664,16        |
| 2 | Ахтарское сельское поселение            | посёлок Ахтарский       | 1                             | ↘2236            | 101,69        |
| 3 | Бородинское сельское поселение          | станица Бородинская     | 2                             | ↘2115            | 97,97         |
| 4 | Бриньковское сельское поселение         | станица Бриньковская    | 2                             | ↘5769            | 423,11        |
| 5 | Новопокровское сельское поселение       | хутор Новопокровский    | 6                             | ↘1324            | 557,03        |
| 6 | Ольгинское сельское поселение           | станица Ольгинская      | 7                             | ↘5767            | 181,37        |
| 7 | Приазовское сельское поселение          | станица Приазовская     | 4                             | ↘1881            | 127,49        |
| 8 | Свободное сельское поселение            | хутор Свободный         | 4                             | ↘1561            | 93,95         |
| 9 | Степное сельское поселение              | станица Степная         | 5                             | ↘2485            | 256,86        |

## Населённые пункты
В Приморско-Ахтарском районе 35 населённых пунктов, в том числе город и 34 сельских населённых пункта:
| №  | Населённый пункт     | Тип     | Население | Муниципальное образование               |
| -- | -------------------- | ------- | --------- | --------------------------------------- |
| 1  | Приморско-Ахтарск    | город   | ↘30 084   | Приморско-Ахтарское городское поселение |
| 2  | Аджановка            | хутор   | ↘213      | Новопокровское сельское поселение       |
| 3  | Ахтарский            | посёлок | ↘2236     | Ахтарское сельское поселение            |
| 4  | Батога               | хутор   | ↘113      | Степное сельское поселение              |
| 5  | Бейсуг               | хутор   | ↘94       | Ольгинское сельское поселение           |
| 6  | Бородинская          | станица | ↗1786     | Бородинское сельское поселение          |
| 7  | Бригадный            | посёлок | ↗120      | Новопокровское сельское поселение       |
| 8  | Бриньковская         | станица | ↗5210     | Бриньковское сельское поселение         |
| 9  | Возрождение          | хутор   | ↘61       | Ольгинское сельское поселение           |
| 10 | Добровольный         | хутор   | ↘86       | Ольгинское сельское поселение           |
| 11 | Занко                | хутор   | ↗9        | Свободное сельское поселение            |
| 12 | имени Тамаровского   | хутор   | ↗628      | Бриньковское сельское поселение         |
| 13 | Красный              | хутор   | ↘7        | Степное сельское поселение              |
| 14 | Красный Конь         | хутор   | 15        | Новопокровское сельское поселение       |
| 15 | Крупской             | хутор   | ↘58       | Ольгинское сельское поселение           |
| 16 | Курчанский           | хутор   | ↘583      | Свободное сельское поселение            |
| 17 | Лотос                | хутор   | ↗4        | Новопокровское сельское поселение       |
| 18 | Максима Горького     | посёлок | ↘77       | Приазовское сельское поселение          |
| 19 | Морозовский          | хутор   | ↘486      | Бородинское сельское поселение          |
| 20 | Новонекрасовский     | хутор   | ↘404      | Новопокровское сельское поселение       |
| 21 | Новопокровский       | хутор   | ↘728      | Новопокровское сельское поселение       |
| 22 | Новые Лиманокирпили  | хутор   | ↘129      | Степное сельское поселение              |
| 23 | Огородный            | посёлок | ↗267      | Приморско-Ахтарское городское поселение |
| 24 | Октябрьский          | посёлок | ↘645      | Ольгинское сельское поселение           |
| 25 | Ольгинская           | станица | ↘4892     | Ольгинское сельское поселение           |
| 26 | Приазовская          | станица | ↘1701     | Приазовское сельское поселение          |
| 27 | Пригородное          | село    | ↘94       | Приазовское сельское поселение          |
| 28 | Приморский           | посёлок | ↗1480     | Приморско-Ахтарское городское поселение |
| 29 | Садки                | хутор   | ↘1004     | Приморско-Ахтарское городское поселение |
| 30 | Свободный            | хутор   | ↗1287     | Свободное сельское поселение            |
| 31 | Старые Лиманокирпили | хутор   | ↗13       | Степное сельское поселение              |
| 32 | Степная              | станица | ↗2439     | Степное сельское поселение              |
| 33 | Хорошилов            | хутор   | ↘63       | Свободное сельское поселение            |
| 34 | Центральный          | посёлок | ↘103      | Приазовское сельское поселение          |
| 35 | Ягодное              | село    | ↘21       | Ольгинское сельское поселение           |

## Известные уроженцы
- Кроленко Николай Иванович (1899—1969) — советский военачальник, генерал-лейтенант авиации.
- Бахчиванджи Григорий Яковлевич (1908—1943) — лётчик-испытатель первых самолётов с реактивными двигателями, Герой Советского Союза.
- Елисеева Антонина Семёновна (1914 — 1985) — Герой Социалистического Труда. Род. в станице Степная[35].
- Макар Никитич Мазай (1910-1941) —советский металлург, сталевар Мариупольского металлургического завода имени Ильича, рабочий-новатор, зачинатель соревнования за высокие объёмы выплавки стали. Род. в станице Ольгинской.

## Транспорт
Главной дорожной магистралью района была ранее государственная дорога «Краснодар—Приморско-Ахтарск».
Не действует железнодорожная ветка «Тимашевск—Приморско-Ахтарск», название железнодорожной станции: «Ахтари».